# Nadja Awad
Nadja Pasent Awad, född 1 september 1991 i Kumla församling, Örebro län, är en svensk politiker (vänsterpartist). Hon är ordinarie riksdagsledamot sedan 2022, invald för Örebro läns valkrets.
I riksdagen är hon suppleant i civilutskottet och miljö- och jordbruksutskottet.
Sedan tidigare har hon även jobbat på Mellringeskolan i Örebro kommun.